# Prerie

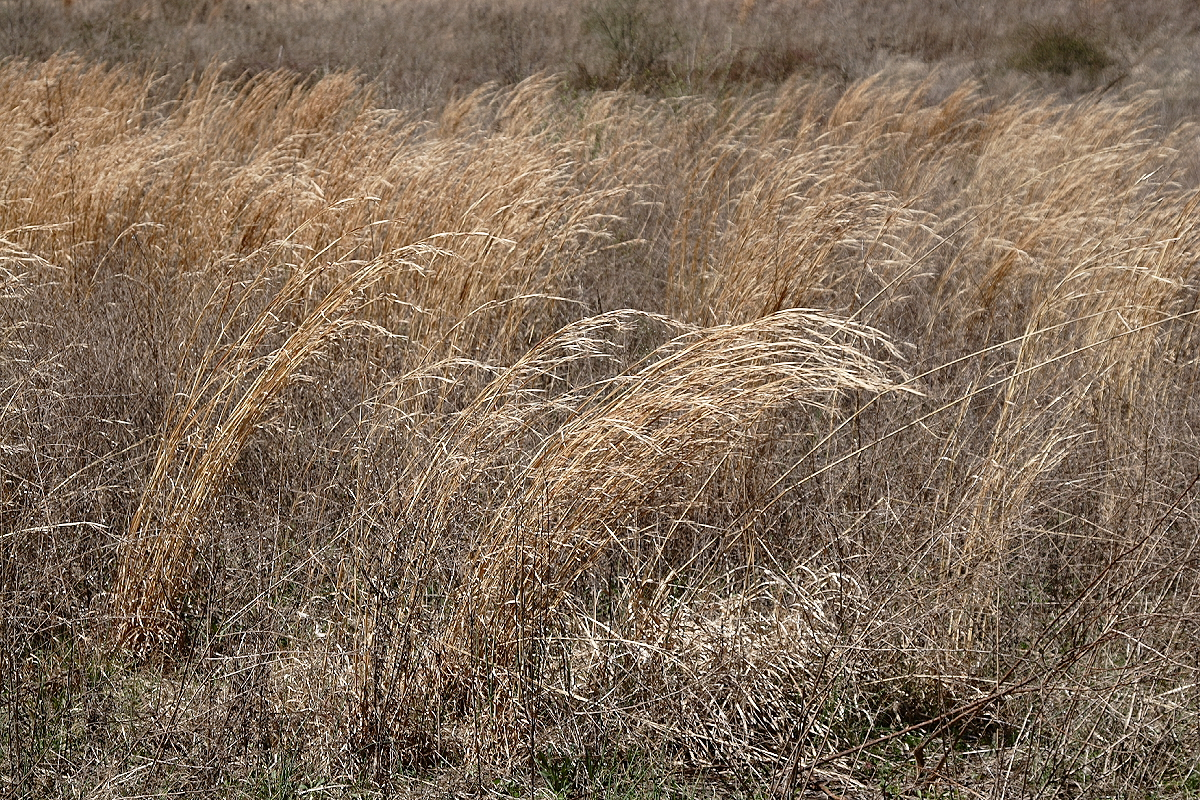
Flora preriei

Preria este un tip de stepă nord-americană, având  condiții climaterice similare celei europene. Este prezentă mai mult în centrul continentului nord-american, având soluri foarte fertile pentru agricultură. Aceasta zonă este considerată grânarul continentului.

## Biotop
Biotopul preriei este similar stepei euroasiatice, condițiile climaterice fiind aceleași. Preriile sunt însă în general mai umede decât alte stepe. De asemenea, solurile sunt ușor mai fertile decât în alte stepe.

## Flora
Flora este una specifică continentului american. Preriile au iarbă deasă și înaltă, fiind formată din diferite plante. Arborii sunt mai rari; se întâlnesc în special arborii mici și arbuștii de pe lângă râuri. Pe solurile de cernoziom au crescut plantele scunde (paius,yucca).

## Fauna
Înainte, în prerii erau des întâlnite cornute mari, precum bizonul. Însă, din cauza vânării excesive și a cultivării terenurilor, unele dintre acestea au dispărut.